# Huata (Lima)
Huata es una localidad peruana ubicada en el distrito de Paramonga, perteneciente a la provincia de Barranca del departamento de Lima, en la costa central del Perú. 

## Ubicación
Huata se ubica al norte de la provincia de Barranca, en el distrito de Paramonga, en el departamento de Lima.

## Demografía
En 2017 Huata tenía una población de 4 habitantes.
| Gráfica de evolución demográfica de Huata entre 1993 y 2017 |
|                                                             |
| Fuentes: Población 1993 y 2017                              |